# Saint-Picoussin
Saint-Picoussin est un roman de Bernard Jourdan publié en 1960 aux éditions Fayard et ayant reçu le prix des Deux Magots l'année suivante.

## Éditions
- Saint-Picoussin, éditions Fayard, 1960.